# TOYOTA Presents 片山右京のShall We Drive?〜ドライブしようよ!〜
TOYOTA Presents 片山右京のShall We Drive?〜ドライブしようよ!〜（トヨタプレゼンツ かたやまうきょうのシャル ウィ ドライブ?ドライブしようよ!）は、2005年10月8日よりTBSラジオ・JRN系列で毎週土曜日もしくは日曜日に15分間放送されていた番組。トヨタの一社提供。

## 概要
- TBSラジオ制作で前枠と同様に全国都道府県をカバーして放送している。
- 近畿（京阪神）地区においては、スタート当初は毎日放送にネットされていたが、毎日放送の編成上の都合（自社制作枠の確保の為）により2006年4月から朝日放送に移行した。

## 出演者
- 片山右京
- 斉藤りさ

## 番組のコーナー
- 右京のクルマ道場(車のへそ！と内容はほぼ同様)
- Brain!Brain!（ローカル切り替え）

## 過去のコーナー
- 右京の目
- 車のへそ!
- ディーラーズ・セレクション（各ネット局ごとの制作。内容は番組WEBサイトで各局別に閲覧可能。）

## ネット局
- TBSラジオ 土曜17:00 - 17:15（番組開始 - 2005年12月までは17:30 - 17:45だった）
- 北海道放送 土曜11:35 - 11:50（末期は『DONと赤城のおぢさんツインカム!』(8:30 - 12:50)枠内）
- 青森放送 土曜10:05 - 10:20（「岡田照幸のサタデー夢ラジオ」(9:00 - 13:00)枠内）
- 秋田放送 土曜9:03 - 9:18
- IBC岩手放送 日曜8:45 - 9:00
- 山形放送 土曜17:20 - 17:35
- 東北放送 日曜8:45 - 9:00
- ラジオ福島 日曜9:15 - 9:30
- 新潟放送 土曜18:05 - 18:20
- 信越放送 日曜9:30 - 9:45
- 山梨放送 日曜11:10 - 11:25（「FREE STYLE」(10:00 - 13:55)枠内）
- 北日本放送 日曜9:45 - 10:00
- 北陸放送 日曜9:15 - 9:30
- 福井放送 土曜9:15 - 9:30（「どぉ～ンと土曜日」(8:15 - 11:00)枠内）
- 静岡放送 日曜10:45 - 11:00
- 中部日本放送 土曜12:15 - 12:30
- 和歌山放送 土曜14:45 - 15:00
- 朝日放送 日曜9:30 - 9:45（※2005年10月 - 2006年3月まで毎日放送にネット）
- 山陽放送 土曜12:10 - 12:25
- 山陰放送 土曜16:30 - 16:45
- 中国放送 土曜17:30 - 17:45
- 山口放送 土曜14:30 - 14:45
- 四国放送 (土曜10:00 - 10:15（「土曜ワイド徳島」(8:20 - 11:50)枠内）
- 西日本放送 土曜11:35 - 11:50
- 南海放送 土曜11:45 - 12:00
- 高知放送 土曜17:20 - 17:35
- RKB毎日放送 日曜11:15 - 11:30
- 大分放送 土曜9:15 - 9:30
- 長崎放送 土曜14:35 - 14:50
- NBCラジオ佐賀 土曜14:35 - 14:50
- 熊本放送 土曜12:10 - 12:25
- 宮崎放送 土曜10:20 - 10:35（「MRTスーパーワイドバリッと朝」(6:30 - 11:00)枠内）
- 南日本放送 土曜16:35 - 16:50
- 琉球放送 土曜10:00 - 10:15